# Ispettore Manetta
L'ispettore Manetta (Detective Casey) è un personaggio dei fumetti Disney ideato da Floyd Gottfredson nel 1938 ed esordito nei fumetti nella serie di strisce pubblicata sui quotidiani americani nello stesso anno e realizzate da Merrill De Maris insieme a Gottfredson. È apparso come protagonista o comprimario in migliaia di storie a fumetti realizzate in vari paesi del mondo.

## Genesi e sviluppo del personaggio
Appare per la prima volta nella storia Topolino e la banda dei piombatori (The Plumber's Helper, 2 luglio - 10 dicembre 1938), come ispettore un po' maldestro e superficiale che indaga sui misteriosi furti in cui sembra implicato Giuseppe Tubi e lo stesso Topolino, in qualità di suo aiutante; non dà un contributo particolarmente rilevante alla risoluzione del caso, e riappare nel 1939 in qualità di sottoposto del commissario Basettoni (inaugurando una collaborazione destinata a diventare permanente) nella storia Topolino e il mistero di Macchia Nera (a partire dal 20 maggio 1939), nella quale emerge definitivamente tutta la sua inettitudine, soprattutto in confronto al saggio e ponderato commissario. Gottfredson riutilizza il personaggio in altre due storie fino al 1944 per poi abbandonarlo, ed esso in seguito apparirà più spesso nelle storie di produzione europea, in particolare italiana. 
Tende a portare un po' di rancore verso Topolino, che in un certo senso gli ruba la scena. Burbero e un po' tonto, è un fumatore accanito di sigari; si considera abile nei travestimenti, sebbene solitamente non lo sia affatto; almeno in un'occasione però è riuscito a ingannare perfino Topolino impersonando una donna. Si vanta di essere un buon poliziotto, ma in realtà è spesso disattento nelle indagini, finendo per far arrestare innocenti lasciando fuggire il cattivo di turno (ha più volte sospettato dello stesso Topolino). In realtà Manetta ha tutte le carte in regola per fare il poliziotto, bravo sia quando si deve ragionare, sia quando è il momento di passare all'azione. Sarà poi l'autore a scegliere se valorizzare il Manetta serio o quello comico, a seconda della situazione.
Alcuni autori, specialmente a partire dagli anni novanta, hanno riservato al personaggio ruoli da protagonista come ad esempio nella storia La lunga notte del commissario Manetta (1997) di Tito Faraci e Giorgio Cavazzano, che introduce un amico/nemico del personaggio, Rock Sassi, apparentemente un "duro", ma in realtà stupido quasi quanto lui. È stato anche protagonista di una storia particolare, Sfida a Topolinia, un lipogramma, ovvero una storia completamente priva di una lettera (in questo caso la "e").
Manetta ha fatto la sua prima e unica apparizione nei cartoni animati all'interno della Camminata Disney, sigla animata realizzata da Romano Scarpa nel 1982 per il programma Topolino show.